# 永慕庐
永慕廬位於南京市玄武區紫金山中山陵陵區東北的小茅山頂，為中山陵附屬建築之一，是一處於1929年修建、用於供孫中山家族守靈使用的石砌房屋。廬舍東側有一「議政亭」，該亭裝修簡陋，為永慕廬附屬建築，是孫中山長子孫科為父守靈時處理公務、議論時政的地點。

## 毀損
1936年中国抗日战争爆發時永慕廬建築毀於戰火，僅存譚延闓所題之永慕廬石額一副。

## 修繕
1993年，陵園管理局按照原貌重建了永慕廬並對外開放，內部陳設有相關史料及舊照片。2006年6月，獲南京市人民政府公布為南京市文物保護單位。